# Кросовер (свердловинні технології)

Принципові схеми намивання гравію
а ‒ прямий розмив; б — зворотна циркуляція; в ‒ перехресне намивання;1 ‒ промивальна труба; 2 — фільтр продуктивного інтервалу; 3 — сигнальний фільтр; 4 — пакер та кросовер

Кросовер (свердловинні технології) — перепускний пристрій. Кросовер призначений для перехресного намивання гравію і забезпечує надходження зверху по робочих трубах рідини з гравієм у затрубний простір під пакер, а чисту рідину, що виходить нагору із промивальної труби, направляти у затрубний простір над пакером.